# 山本透
山本 透（やまもととおる、1969年- ）は、東京都出身の映画監督。

## 来歴・人物
東京都出身。武蔵大学経済学部経済学科卒業。大学在学中は軽音サークルに所属しており、音楽で食べていこうと思っていた時期もあった。しかし、就職活動中にテレビの制作会社のプロデューサーに誘われたことがきっかけでフリーランスの助監督となる。その後、助監督として舛田利雄、出目昌伸、 工藤栄一、澤井信一郎、神山征二郎、大林宣彦といった、監督の作品にかかわる。
監督補・チーフ助監督としては、山崎貴の「永遠の0」を はじめ、蜷川実花の「さくらん」（2007）、中村義洋の「ジャージの二人」（2008）、佐藤嗣麻子「アンフェア　the answer」（2011）、篠原哲雄「プリンシパル～恋する私はヒロインですか？～」（2017）、本広克行「亜人」（2017）などの映画に携わる。
2008年に『キズモモ。』で長編映画監督デビュー。2012年には、大泉洋・麻生久美子主演の『グッモーエビアン！』の監督・脚本を手がけた。そして、三吉彩花の第67回毎日映画コンクールスポニチグランプリ新人賞受賞に貢献した。2016年には『猫なんかよんでもこない』の監督・脚本を手がけ、実写映画化。映画評論家の上島晴彦は、猫の映画は難しいが健闘している。猫の飼い方という実際的な側面を、元ボクサーの人生修行の物語に合体することに成功していおり、猫好き必見作であると評している。
2022年には自身初の自主製作映画となる、『有り、触れた、未来』で監督・脚本を手がけた。映画評論家の服部香穂里は被災地を舞台にしながら、人身事故ですべてを失ったやくざ、青春を先延ばしして岐路に迷う舞台人らを使い、普遍的な群像劇を志したのが奏功。ネガティブな思考に支配される心の渇きにほんのり潤いを与えるかもしれない意欲作と評した。

## 映画
- 『キズモモ。』（2008）- 監督・脚本
- 『グッモーエビアン』（2012）- 監督・脚本
- 『探検隊の栄光』（2015）- 監督・脚本
- 『猫なんかよんでもこない。』（2016）- 監督・脚本
- 『わたしに××しなさい！』（2018）- 監督・脚本
- 『9月の恋に出会うまで』（2019）- 監督・脚本[5]
- 『ブレイブ-群青戦記-』（2021）- 脚本
- 『有り、触れた、未来』（2023）- 監督・脚本[1]

## ドラマ
- 『わたしに××しなさい！』（2018）- 監督・脚本
- 『天火、ヤマイヌ（犲）やめるってさ』（2018）- 監督・脚本
- 『都立水商！～令和～』（2019）- 監督
- 『チャンネルはそのまま！』（2019）- 監督・脚本協力[9]
- 『東京ラブストーリー』（2020）- 監督[10]
- 『REAL⇔FAKE　2nd Stage』（2021）- 監督[11]
- 『ドラフトキング』（2023）- 監督
- 『弁当屋さんのおもてなし』（2023）- 脚本[12]
- 『弁当屋さんのおもてなし　シーズン2』（2024）- 脚本[13]

## 外部サイト
- 山本透 (@pbdito0oxwn4iiq) - X（旧Twitter）